# Le Désert de l'angoisse
Pour plus de détails, voir Fiche technique et Distribution.
Le Désert de l'angoisse (Disappearance) est un téléfilm américain diffusé en 2002 et réalisé par  Walter Klenhard.

## Synopsis
Une famille américaine est piégée dans une ville fantôme en plein cœur du Nevada, pendant toute une nuit. Les manifestations surnaturelles se multiplient.
Embarquée pour les vacances sur une interminable autoroute en plein cœur du Nevada, la famille Henley décide de s'accorder une halte. La petite bourgade de Weaver semble être une destination idéale pour se reposer et l'occasion de prendre quelques photos. Mais le village est entièrement déserté et ses habitants semblent l'avoir quitté dans la précipitation. Peu enthousiastes à l'idée de rester plus longtemps dans ce lieu inhospitalier, les Henley décident de repartir tout de suite. Malheureusement, la voiture ne démarre pas et les téléphones ne captent rien. Il semble bien que la famille va être obligée de passer la nuit à Weaver.

## Fiche technique
- Réalisateur : Walter Klenhard
- Année de production : 2002
- Durée : 92 minutes
- Format : 1,33:1, couleur
- Son : stéréo
- Dates de premières diffusions :
  -  États-Unis : 21 avril 2002
  -  France : 3 décembre 2006 sur TF6
- Interdit aux moins de 10 ans

## Distribution
- Harry Hamlin : Jim Henley
- Susan Dey : Patty Henley
- Jeremy Lelliott : Matt Henley
- Jeremy Kewley: Sheriff Richards